# Adiós Bafana
Adiós Bafana es una película dirigida por Bille August basada en la relación del líder sudafricano Nelson Mandela con el funcionario de prisiones James Gregory a través de los ojos de este último.

## Argumento
James Gregory (Joseph Fiennes) es un suboficial de gendarmería de prisiones en Sudáfrica, casado con Gloria (Diane Kruger), una hermosa mujer, y tiene dos hijos adolescentes en edad escolar.
James Gregory es asignado a una prisión de máxima seguridad en Isla Robben donde están confinados varios prisioneros políticos, entre los que se encuentra Nelson Mandela (Dennis Haysbert), encarcelado durante la época del apartheid. Gregory no fue asignado al azar por el alto mando de prisiones, sino por su perfecto dominio del idioma nativo local y su celo al deber. Al llegar con su esposa, Gregory asiste a reuniones sociales que son reservadas para oficiales, lo que es poco común.
Es asignado como oficial de censura de la prisión donde su principal función es averiguar todo lo posible e informar a la superioridad de Nelson Mandela y sus compañeros de celda, todos líderes del movimiento de libertad que pregona el líder y, en especial, aplicar con todo el rigor posible las duras restricciones carcelarias impuestas a Mandela y su grupo. Todo bajo la supervisión constante del alcaide.
Llega la esposa de Mandela a visitar a su marido en prisión, derecho que sólo puede tomar cada seis meses y solo tener una conversación en idioma inglés por un máximo de 10 minutos. Al llegar su marido, ellos hablan en idioma local (ignorando que Gregory lo domina) y este cancela la visita por romper las reglas.
James Gregory considera en un comienzo y en cierto modo que Mandela y sus acólitos son terroristas sin piedad, pero cuando logra conocer la llamada "Carta de Libertad" que Mandela había publicado, sus ideas pro-apartheid empiezan lentamente a revertirse. Esto lo mantiene en secreto.
Cuando era niño, Gregory aprendió el idioma local y una forma de lucha con palos de un amigo negro llamado Bafana, y él al darle el adiós le dio un amuleto a Gregory, quien lo conservó siempre.
Esta actitud pro-Mandela adquirida por su esposo es reprochada por su esposa, ya que esto le podría costar su carrera o su ascenso de teniente ya sea por políticas internas de gendarmería o porque el gobierno de turno es contrario a darle derechos a la gente de raza negra. Además, se ha considerado asesinar a Mandela, pero el hecho de convertirlo en un mártir desataría la guerra civil.
Lo que no sospecha el suboficial Gregory es que está siendo controlado y manejado astutamente por personajes políticos del gobierno central y la inteligencia gubernamental, como un instrumento de relaciones públicas, ya que la situación interna de Sudáfrica corre el peligro de desbordarse en una sangrienta guerra civil y racista. Como oficial de censura, Gregory descubre un mensaje en una postal que implica a cierto líder negro del grupo de Mandela a punto de ser liberado. El mensaje dice que se reunirá con grupos activistas. Gregory informa a sus superiores del contenido de este mensaje, lo que se traduce en el asesinato político de este secundario líder negro. El asesinato del líder negro se traduce en atentados con coches bomba y gran cantidad de muertes.
Pasa el tiempo y Gregory, a pesar de las dificultades, ve que su situación económica va en progreso y es ascendido a jefe de seguridad de Mandela, además de la labor de censura; pero su esposa sufre con la cada vez más cercanía de su marido con el afamado líder negro. Gregory realiza todas las gestiones posibles para impedir que el líder esté expuesto a ser asesinado.
Gregory empieza a conocer más a Mandela y termina por admirarle y brindarle ciertos favores no permitidos, por lo que es amonestado duramente y tratado como un pro-mandelista, lo que le trae conflictos con su esposa, sus vecinos y, además, es agredido físicamente.
Finalmente, a pesar de las solicitudes denegadas de traslado y finalmente su dimisión, Gregory empieza a vislumbrar por qué está a cargo de Mandela. El gobierno sudafricano termina su mandato y asciende otro más proclive al pacifismo.
El hijo varón de Gregory muere en un accidente automovilístico justo al momento de graduarse, lo que sume en el dolor al matrimonio. Gregory por un momento sospecha de venganza política pero sus dudas son aclaradas.
Finalmente, y bajo el consentimiento del nuevo gobierno sudafricano liderado por Frederick Willem Klerk, Gregory y Mandela alternan sin restricciones carcelarias. El trabajo de Gregory es "ablandar" la posición de lucha armada que mantienen los seguidores del líder negro y finalmente lo consigue.
Finalmente Mandela es liberado después de 27 años de prisión y el suboficial Gregory recibe sus despachos de teniente y el líder negro es elegido democráticamente como Presidente.

## Reparto
- Joseph Fiennes James Gregory
- Dennis Haysbert Nelson Mandela
- Diane Kruger Gloria Gregory
- Patrick Lyster Major Pieter Jordaan
- Shiloh Henderson Brent Gregory
- Tyrone Keogh: Brent Gregory
- Megan Smith: Natasha Gregory
- Jessica Manuel: Natasha Gregory
- Faith Ndukwana: Winnie Mandela
- Terry Pheto: Zindzi Mandela
- Leslie Mongezi: Walter Sisulu
- Zingizile Mtuzula: Raymond Mhlaba (como Zingi Mtuzula)
- Mehboob BawaAhmed: Kathrada
- Shakes MyekoAndrew: Mlangeni
- Sizwe MsutuCyril: Ramaphosa

## Controversia
Basado en las Memorias de Nelson Mandela durante su estancia en la cárcel, escrito por Bob Graham.
La autobiografía en la cual se basa la película, Goodbye Bafana: Nelson Mandela, My Prisoner, My Friend, fue cuestionada por Anthony Sampson, amigo de Mandela. En el libro Mandela: the Authorised Biography, Sampson acusa a James Gregory, quien murió de cáncer en 2003, de mentir y violar la privacidad de Mandela en su libro Goodbye Bafana. Sampson dijo que Gregory raramente habló con Mandela, sino que censuró las cartas enviadas al prisionero y usó esa información para fabricar una relación cercana con él.
Por otro lado, el propio Mandela se refería a Gregory en su autobiografía Long Walk To Freedom como el carcelero más educado y amable, del cual se despidió con un abrazo en su liberación, aunque nunca mantuvieron conversaciones sobre política: “El suboficial James Gregory también estaba allí en la casa, y lo abracé calurosamente. En los años que me había cuidado desde Pollsmoor hasta Victor Verster, nunca habíamos hablado de política, pero nuestro vínculo era tácito y extrañaría su presencia reconfortante”.